# Alive 2007
Alive 2007 är ett livealbum av Daft Punk, utgivet 2007.

## Låtlista
1. Robot Rock / Oh Yeah (6:28)
2. Touch It / Technologic (5:30)
3. Television Rules The Nation/Crescendolls (4:51)
4. Too Long / Steam Machine (7:02)
5. Around The World / Harder Better Faster Stronger (5:43)
6. Burnin' / Too Long (7:12)
7. Face To Face / Short Circuit (4:55)
8. One More Time / Aerodynamic (6:11)
9. Aerodynamic Beats / Forget About The World (3:32)
10. Prime Time Of Your Life / Brainwasher / Rollin’ & Scratchin’ / Alive (10:22)
11. Da Funk / Daftendirekt (6:37)
12. Superheroes / Human After All / Rock’n Roll (5:41)
13. Human After All / Together / One More Time / Music Sounds Better With You (9:59)